# Chery
För andra betydelser, se Chery (olika betydelser).
Chery Automobile Co. Ltd. är en statlig kinesisk biltillverkare som grundades 1997 i staden Wuhu. De första bilarna, som började tillverkas 1999, var baserade på chassin från SEAT Toledo.
Chery tillverkar fordon under eget namn samt under bilmärkena Exeed, Jetour, iCAR, Omoda, Jaecoo, Chirey och Karry. De är även delägare i biltillverkarna Qoros och Kaiyi. Tidigare har de även tillverkat bilar under bilmärkena Riich och Rely. Genom ett samriskföretag med Jaguar Land Rover tillverkar de bilar under märkena Jaguar och Land Rover för den kinesiska marknaden. Cherys tillverkning sker huvudsakligen i Anhuiprovinsen och i Dalian. De har även sammansättningsfabriker i ett flertal länder i samarbete med lokala företag. Under 2010-talet tillverkades bilmodellen Chery A13 av ZAZ i Ukraina under namnet ZAZ Forza.. 
Chery har flera gånger anklagats för att ha kopierat andra tillverkares bilmodeller. Det gäller bland annat modellen Chery QQ som anklagats vara en kopia av första generationens Daewoo Matiz och Chery Tiggo som anklagats vara en kopia av andra generationens Toyota RAV4. 2007 kritiserades modellen Chery Amulet för sitt undermåliga krockskydd.

## Modeller

### Aktuella modeller

#### Sedan
- Chery Fulwin A9 (för att börja), mellanstor PHEV sedan

- Chery Arrizo 8 (2022–nutid), mellanstor sedan
  - Chery Fulwin A8/ A8 Pro (börjar), PHEV-variant av Arrizo 8

- Chery Arrizo 5 Plus (2018–nutid), kompakt sedan
  - Chery Arrizo GT (2022–nutid), coupévariant av Arrizon 5 Plus
- Chery Arrizo 5 (2016–nutid), subkompakt sedan

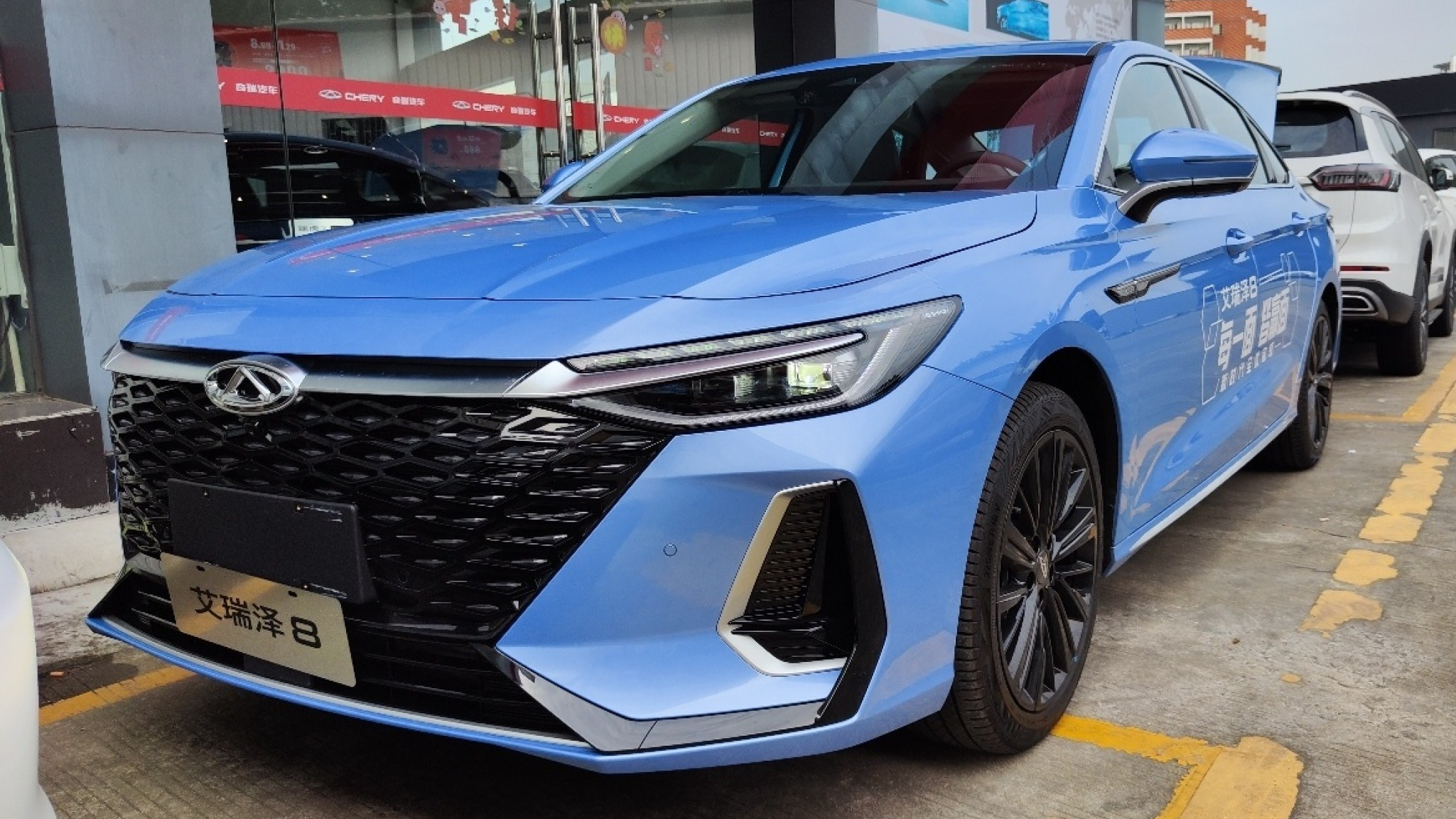
Chery Arrizo 8
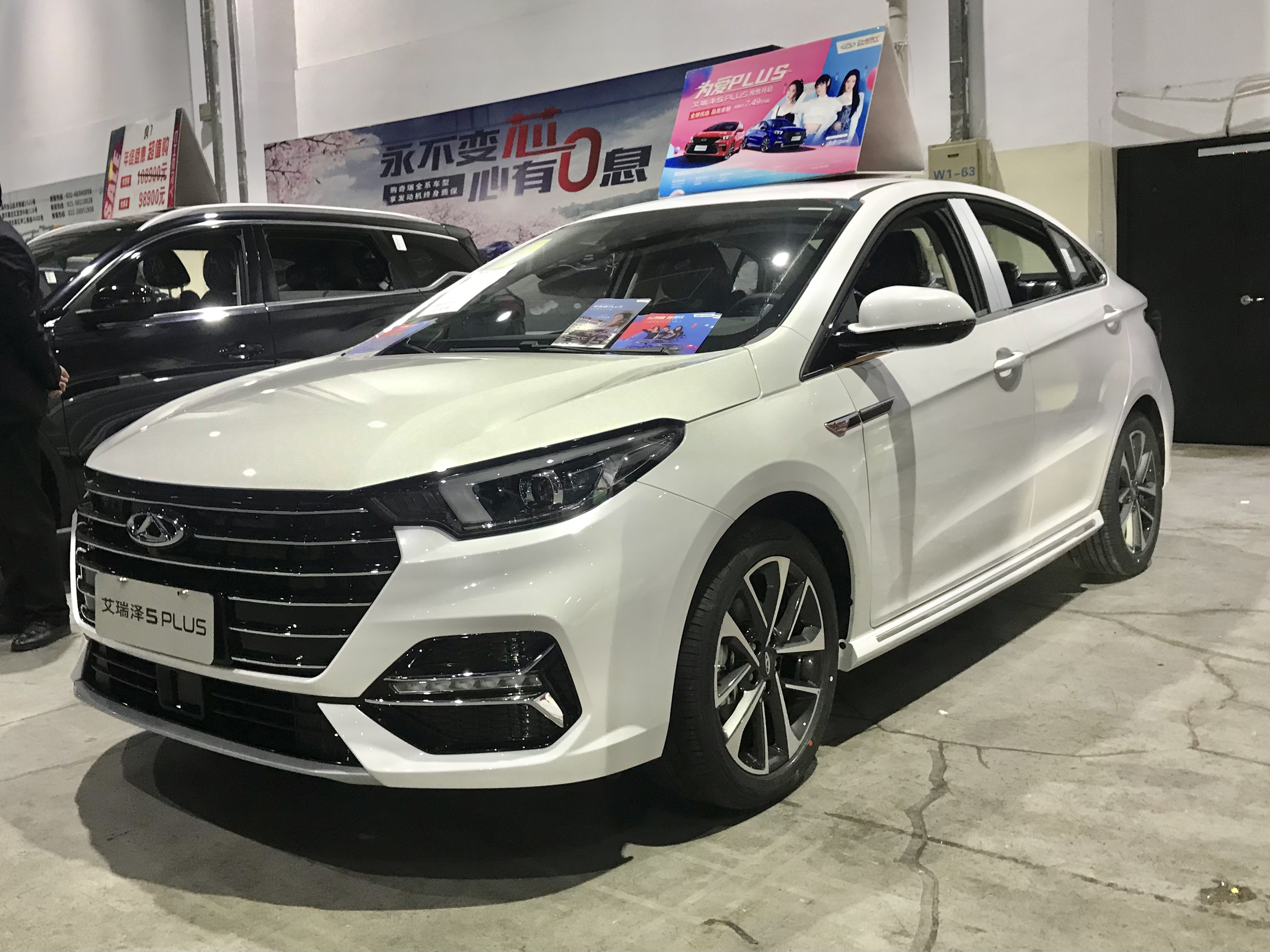
Chery Arrizo 5 Plus
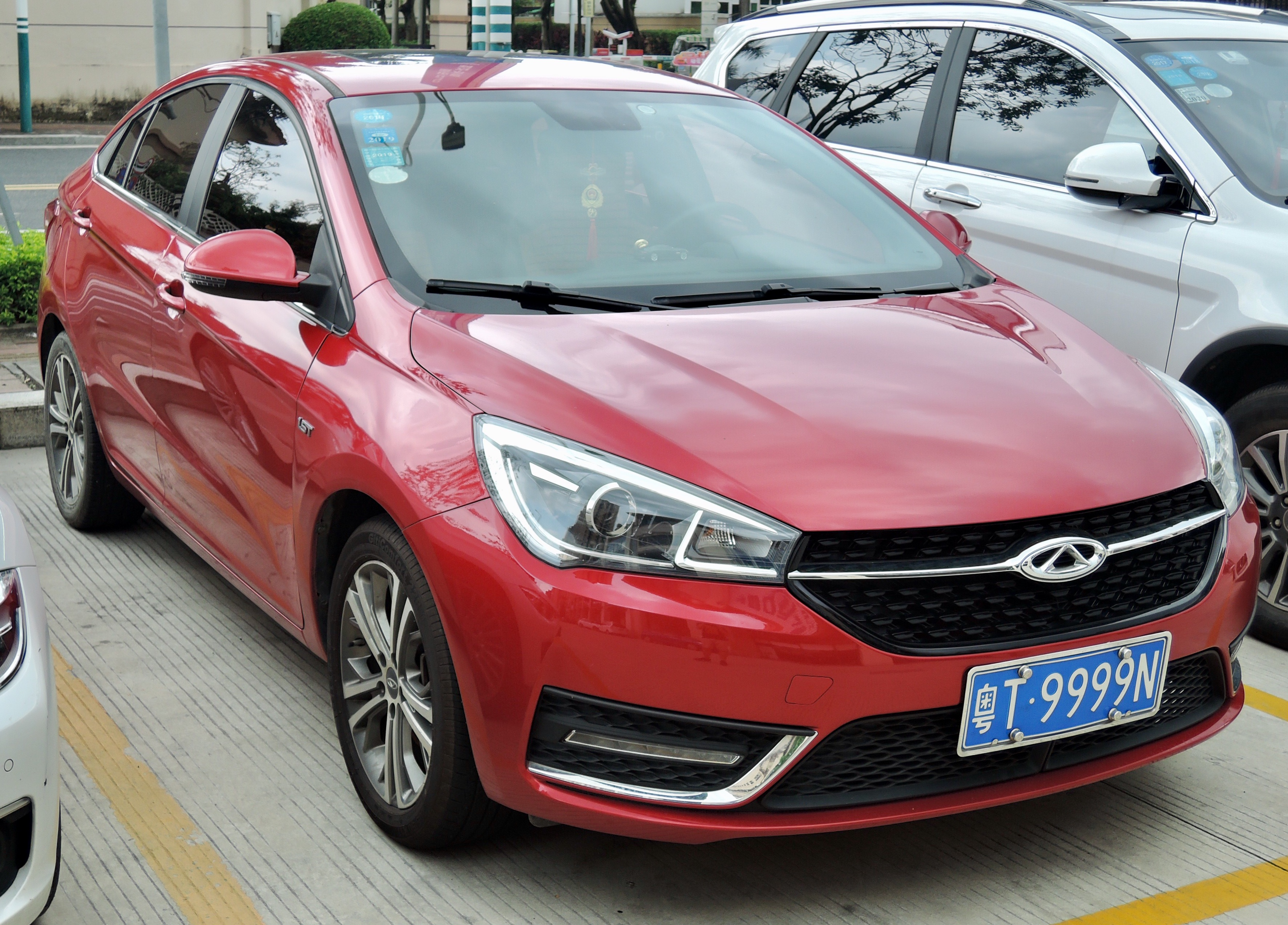
Chery Arrizo 5
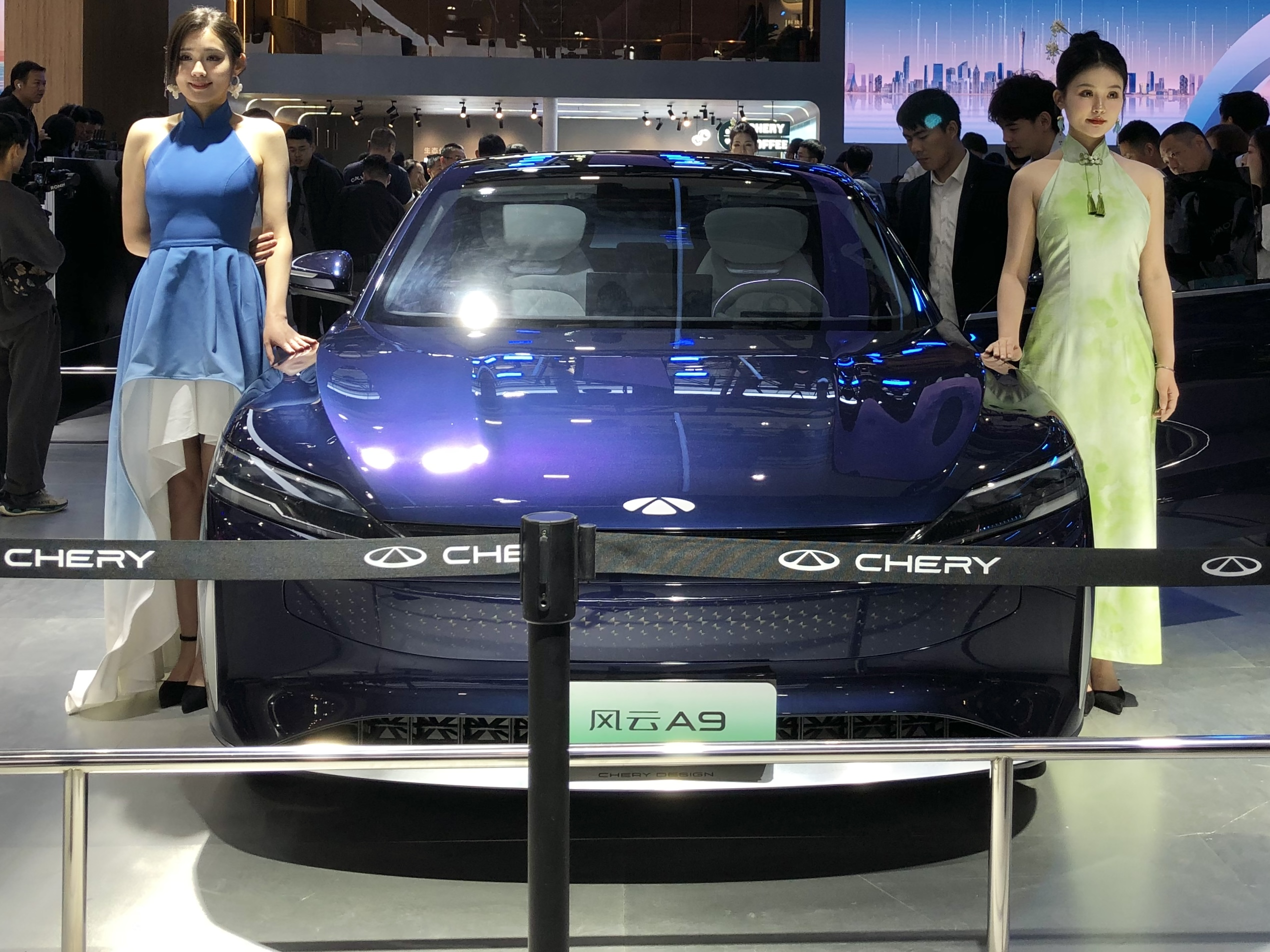
Chery Fulwin A9
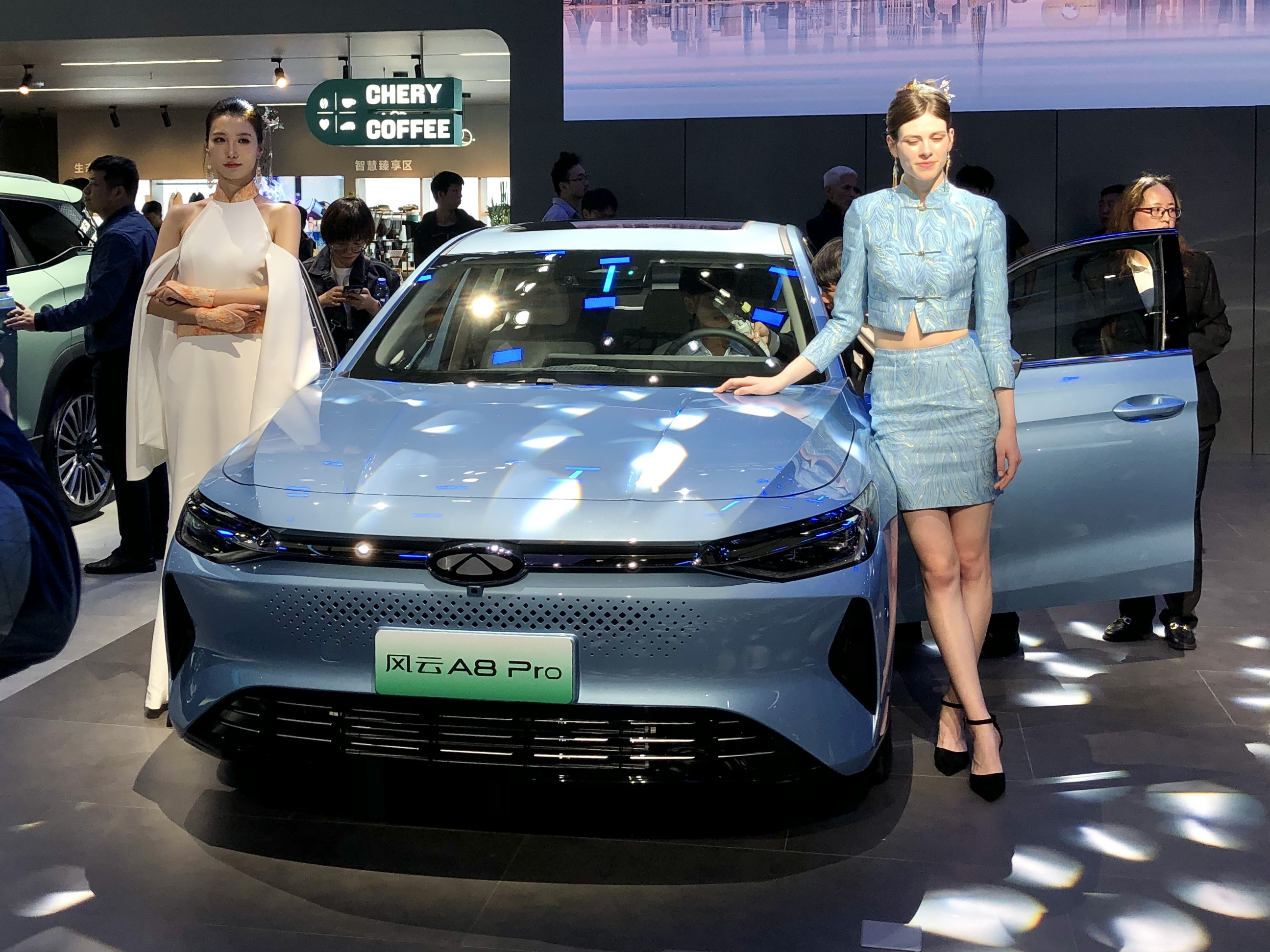
Chery Fulwin A8 Pro

#### SUV
- Chery Fulwin T11 (inleds), mellanstor PHEV SUV[8]
- Chery Tiggo 9 (2023–nutid), mellanstor SUV
  - Chery Fulwin T9 (för att börja), PHEV-variant av Tiggo 9
- Chery Tiggo 8 (2018–nutid), mellanstor SUV
  - Chery Tiggo 8 L (för att börja), förstorad variant av Tiggo 8
  - Chery Fulwin T8 (att börja), PHEV-variant av Tiggo 8

- Chery Tiggo 7 (2016–nutid), kompakt SUV
- Chery Explore 06 (2023–nutid), kompakt SUV
  - Chery Fulwin T6 (för att börja), PHEV-variant av Explore 06
- Chery Omoda 5 (2022–nutid), kompakt SUV
  - Chery Omoda E5 (2023-present), EV-variant av Omoda 5

- Chery Tiggo 5x (2017–nutid), subkompakt SUV
- Chery Tiggo 3x (2016–nutid), subkompakt SUV

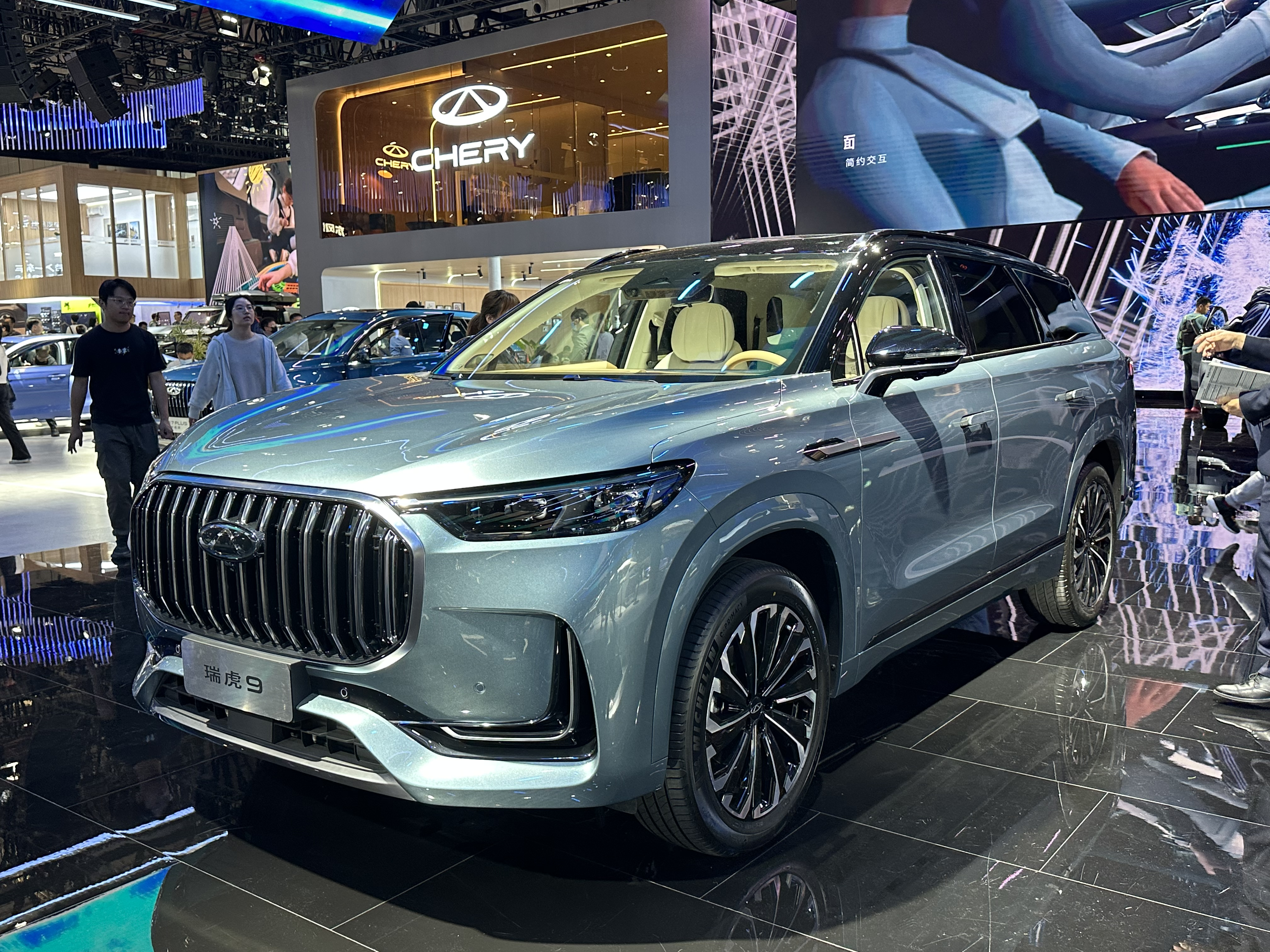
Chery Tiggo 9
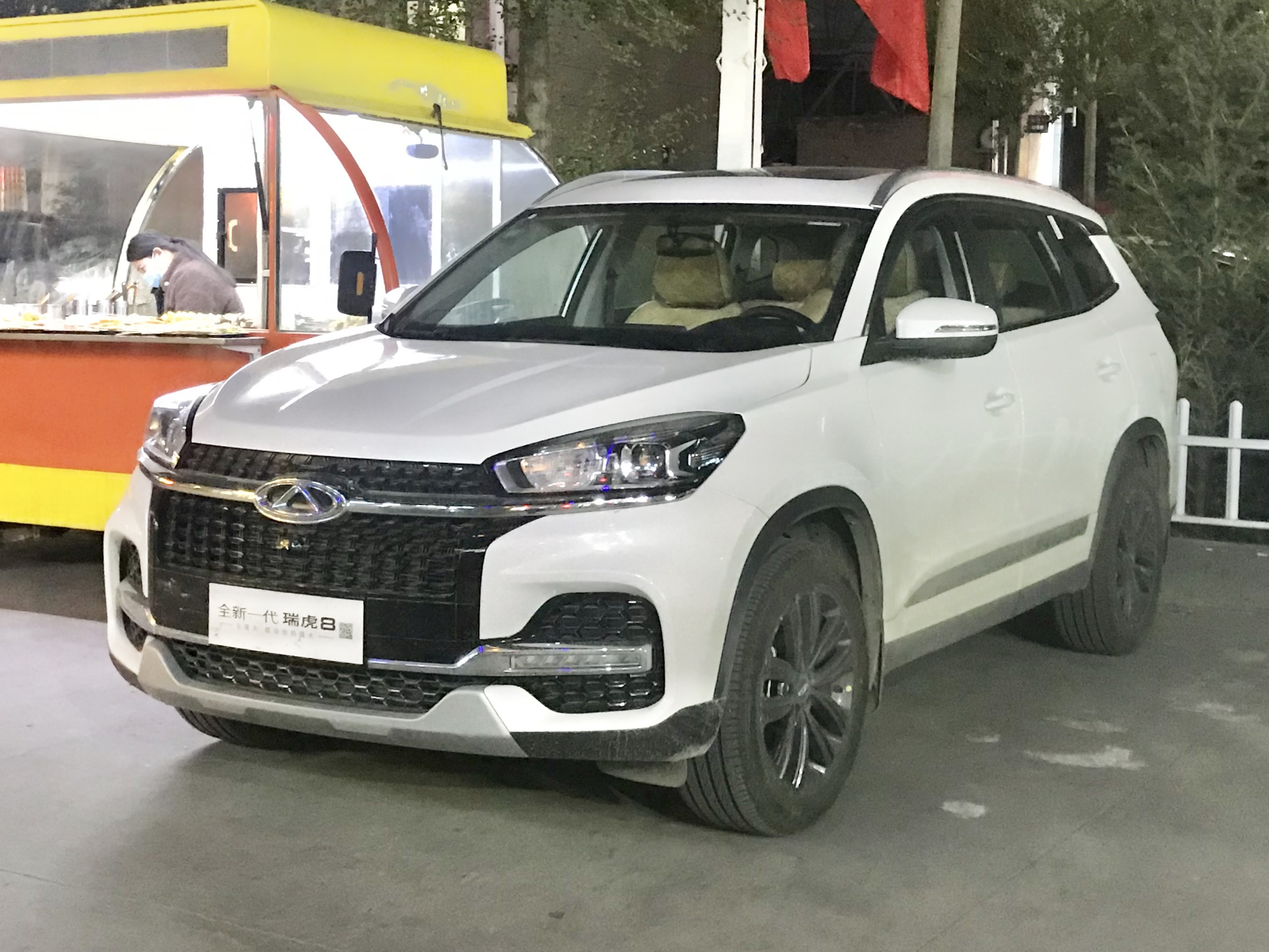
Chery Tiggo 8
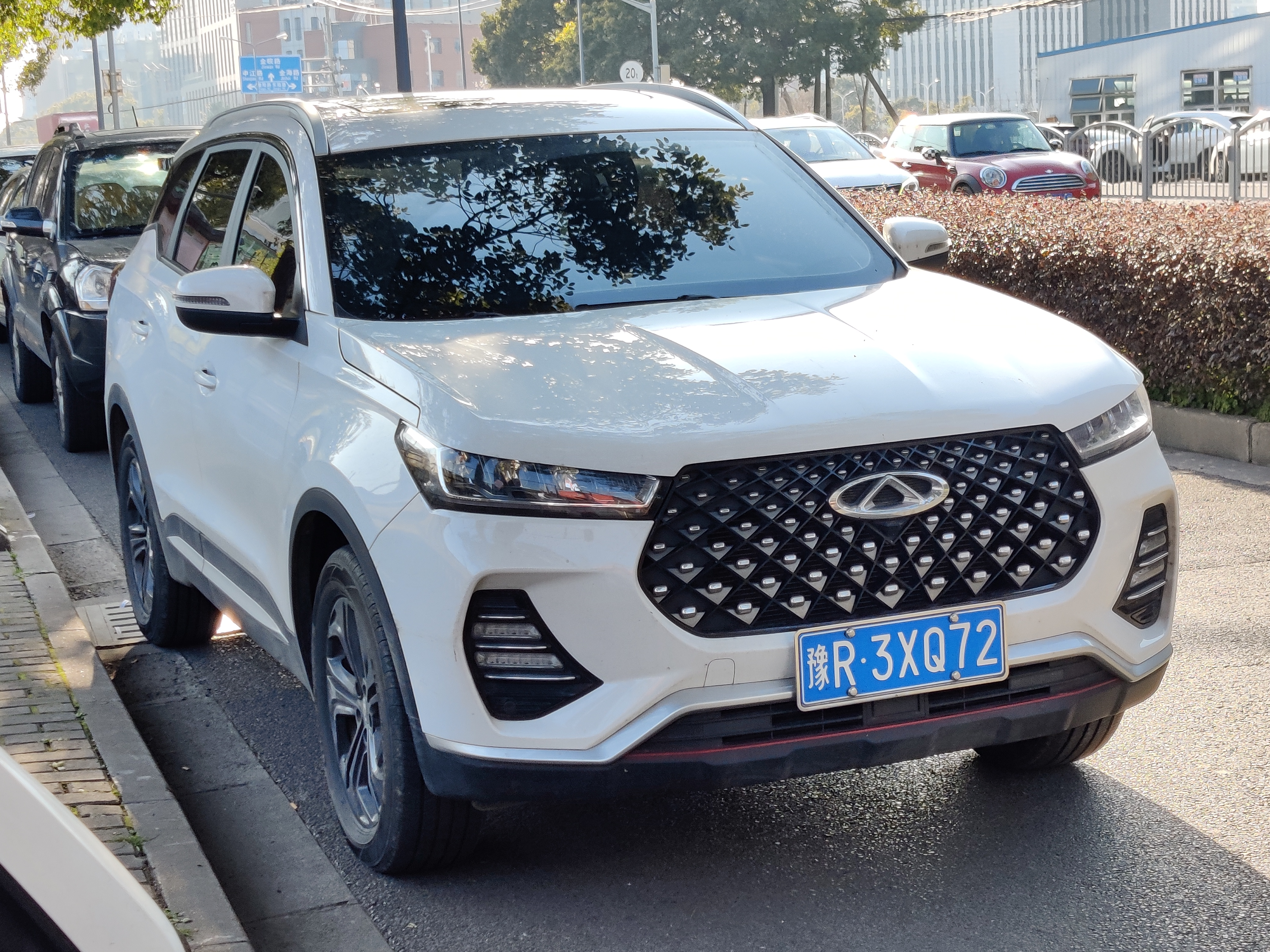
Chery Tiggo 7
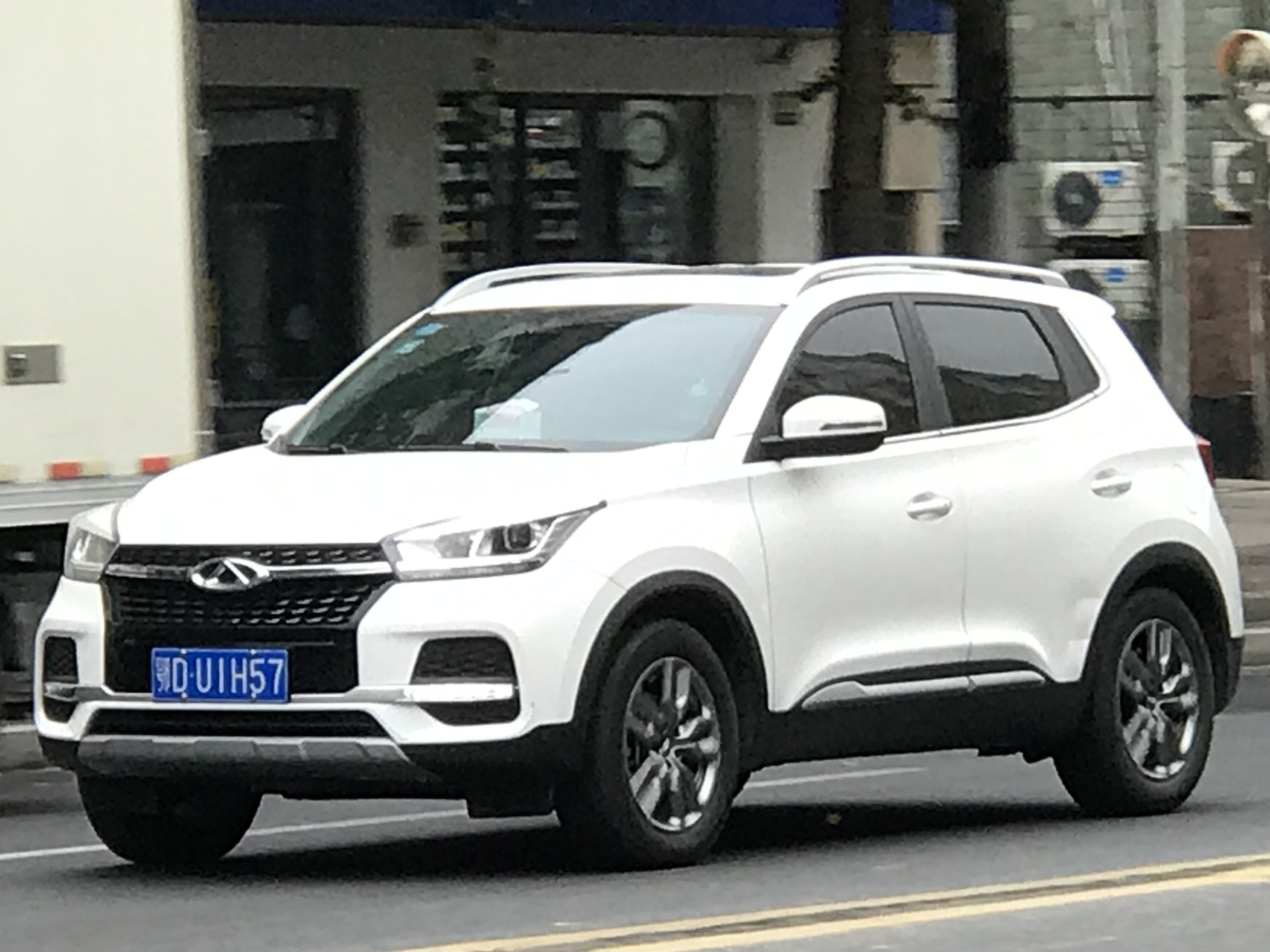
Chery Tiggo 5x
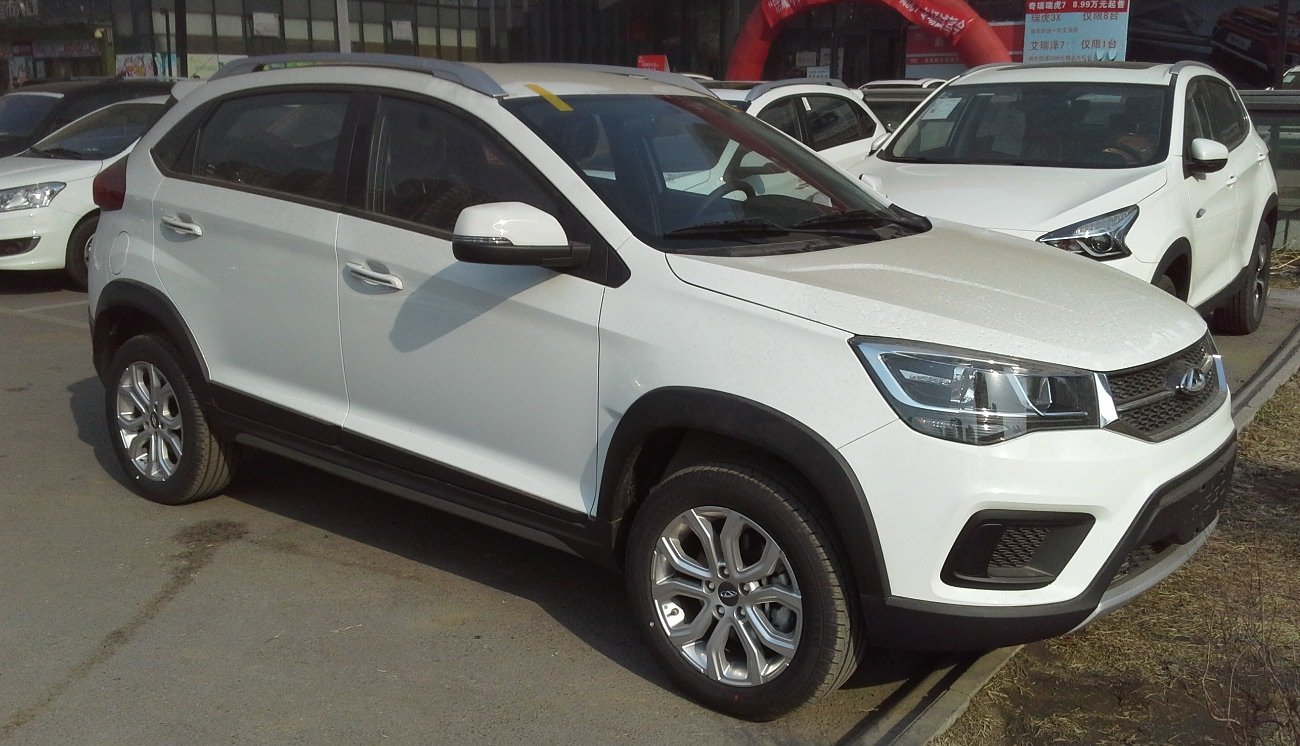
Chery Tiggo 3x
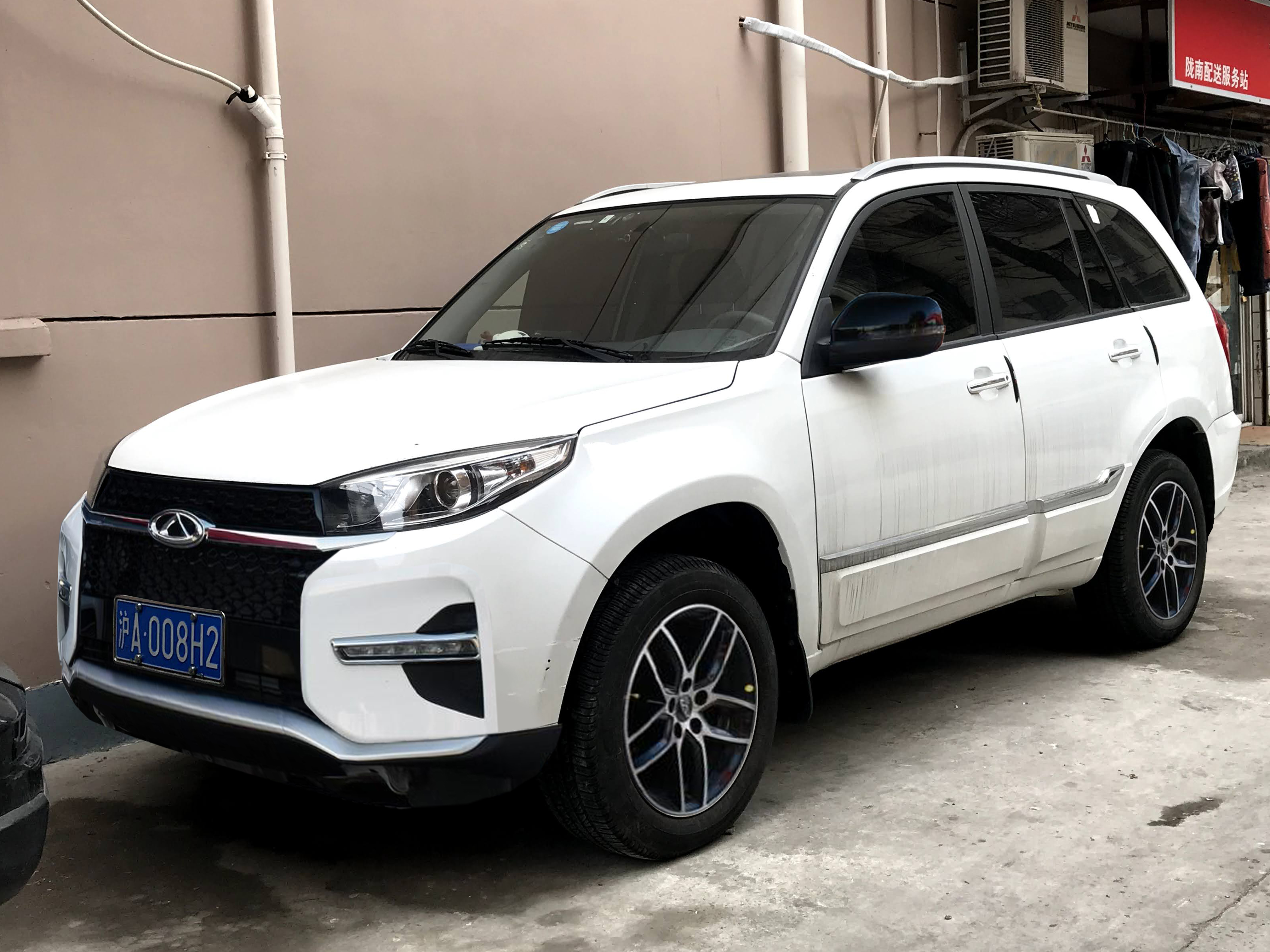
Chery Tiggo 3
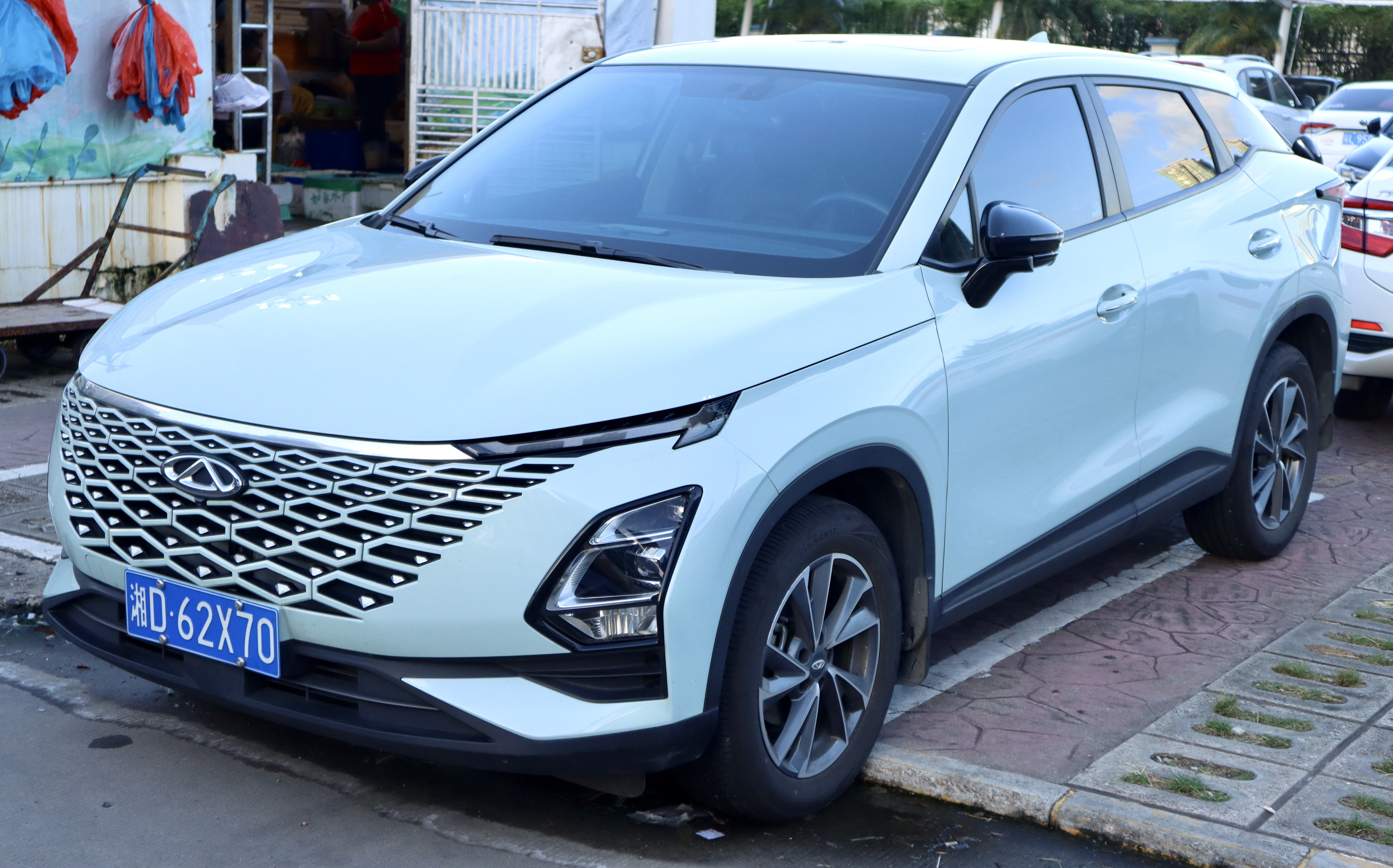
Chery Omoda 5
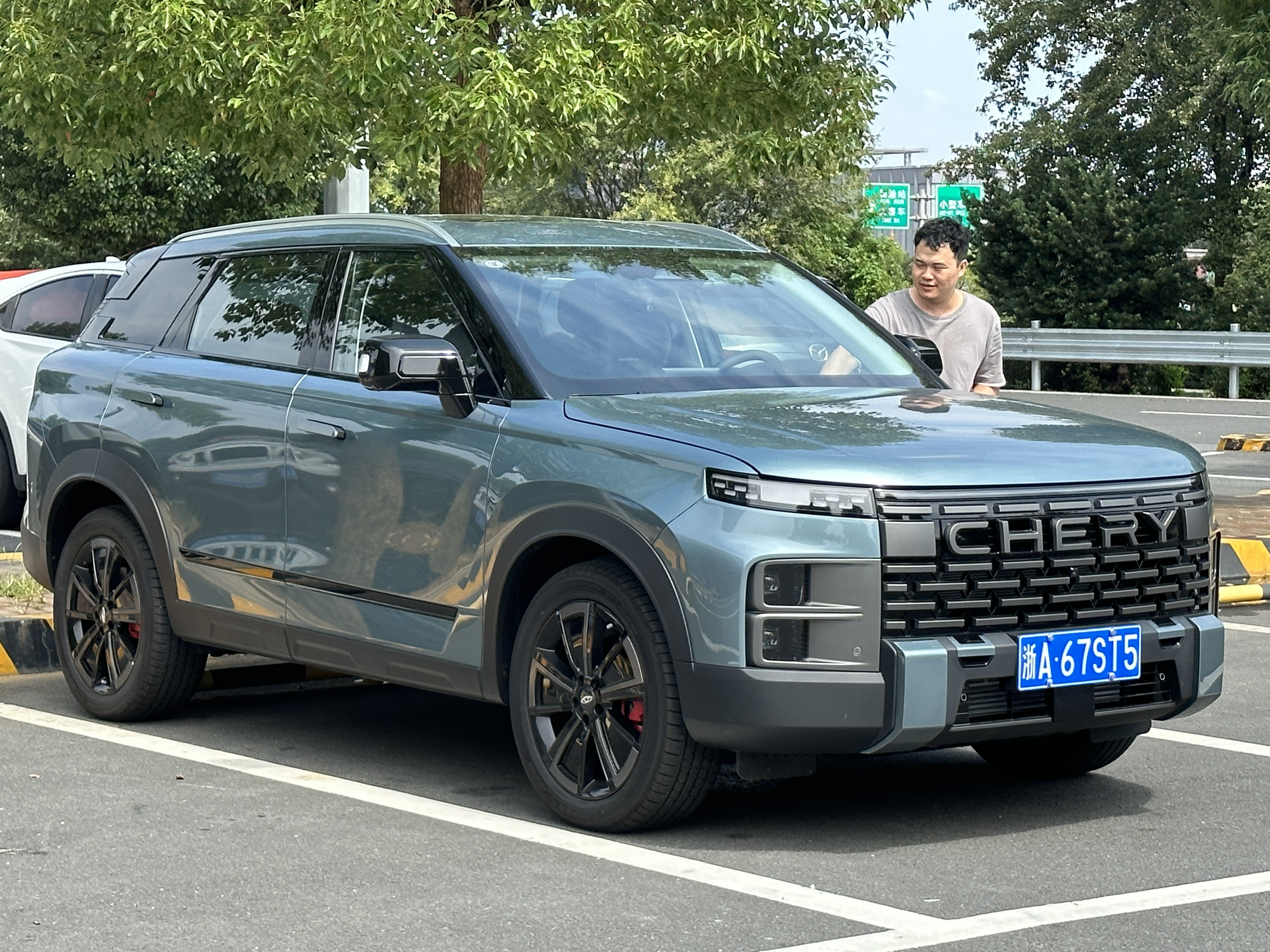
Chery Explore 06

### Modeller som inte längre tillverkas
| Bild            | Modell                                        | Tillverkningsperiod | Generation | Fordonstyp             | Koda                   |
| Bils            | Bils                                          | Bils                | Bils       | Bils                   | Bils                   |
| --------------- | --------------------------------------------- | ------------------- | ---------- | ---------------------- | ---------------------- |
|                 | Chery QQ                                      | 2003–2022           | Andra      | Stadsbil               | S11(gen.1) S15(gen.2)  |
|                 | Chery QQ6/Cowin 1                             | 2006–2010           | Först      | Stadsbil               | S21                    |
|                 | Chery A1                                      | 2007–2015           | Först      | Stadsbil               | S12                    |
|                 | Chery QQme                                    | 2009–2011           | Först      | Stadsbil               | S16                    |
|                 | Chery A11/Fulwin                              | 1999–2006           | Först      | Subkompakt sedan       | A11                    |
|                 | Chery A13/Fulwin 2                            | 2008–2019           | Först      | Subkompakt sedan/kombi | A13                    |
|                 | Chery A15/Cowin 2                             | 2003–2010           | Först      | Subkompakt sedan       | A15                    |
|                 | Chery A19/E3/Cowin E3                         | 2013–2015           | Först      | Subkompakt sedan       | A19                    |
|                 | Chery A3/J3                                   | 2008–2015           | Först      | Kompakt sedan/kombi    | M11(sedan) M12 (lucka) |
|                 | Chery A5                                      | 2006–2012           | Först      | Kompakt sedan          | A21                    |
|                 | Chery E5                                      | 2011–2016           | Först      | Kompakt sedan          | A21FL-C                |
|                 | Chery Eastar Chery Easter II/E8 Chery Cowin 5 | 2006–2016           | Andra      | Mellanstor sedan       | B11(gen.1) B16(gen.2)  |
|                 | Chery Arrizo 3                                | 2015–2020           | Först      | Subkompakt sedan       | A16                    |
|                 | Chery Arrizo 7                                | 2013–2018           | Först      | Kompakt sedan          | M16                    |
|                 | Chery Arrizo GX                               | 2018–2021           | Först      | Kompakt sedan          | M1D                    |
| SUVs/Crossovers |                                               |                     |            |                        |                        |
|                 | Chery Tiggo 3                                 | 2005–2023           | Först      | Subkompakt SUV         | T11                    |
|                 | Chery Tiggo 5                                 | 2013–2021           | Först      | Kompakt SUV            | T21                    |
| MPVs/Minivans   |                                               |                     |            |                        |                        |
|                 | Chery Eastar Cross/ Riich V5                  | 2006–2015           | Först      | Kompakt MPV            | B14                    |
|                 | Chery Arrizo M7                               | 2015–2018           | Först      | Kompakt MPV            |                        |